# Ambates
Ambates är ett släkte av skalbaggar. Ambates ingår i familjen vivlar.

## Dottertaxa tillAmbates, i alfabetisk ordning[1]
- Ambates albiventris
- Ambates albovittatus
- Ambates ambitiosus
- Ambates apicalis
- Ambates apricans
- Ambates arcuatus
- Ambates aurantiaco-cinctus
- Ambates belti
- Ambates benoisti
- Ambates bicircinatus
- Ambates biguttatus
- Ambates bimaculatus
- Ambates bipartitus
- Ambates bisignatus
- Ambates boliviensis
- Ambates buqueti
- Ambates caecus
- Ambates caesus
- Ambates callinodus
- Ambates chaetopus
- Ambates championi
- Ambates cholidiformis
- Ambates circumcinctus
- Ambates circumdatus
- Ambates circumductus
- Ambates claveri
- Ambates cleroides
- Ambates clitellatus
- Ambates coecus
- Ambates cretifer
- Ambates cristulifer
- Ambates decemnotatus
- Ambates delicatulus
- Ambates divisus
- Ambates duplicatus
- Ambates elegans
- Ambates elongatus
- Ambates ephippium
- Ambates eumerus
- Ambates exclamationis
- Ambates fasciolatus
- Ambates foveifrons
- Ambates griseolus
- Ambates hilipoides
- Ambates immaculatus
- Ambates immundus
- Ambates isthmicola
- Ambates justini
- Ambates lateralis
- Ambates latevittatus
- Ambates leucopleura
- Ambates litura
- Ambates maerkeli
- Ambates maerkelii
- Ambates melanops
- Ambates modestus
- Ambates nigronotatus
- Ambates nobilis
- Ambates obliquatus
- Ambates obliquevittatus
- Ambates obliquus
- Ambates ocellatus
- Ambates ornativentris
- Ambates palliatus
- Ambates perspicillum
- Ambates pictipennis
- Ambates pictus
- Ambates polymorphus
- Ambates posticus
- Ambates pusillus
- Ambates pusio
- Ambates putzeysi
- Ambates quadrilineatus
- Ambates quadrinotatus
- Ambates rhombifer
- Ambates rufipes
- Ambates rufitarsis
- Ambates rufulus
- Ambates rugosus
- Ambates salamandra
- Ambates schaumi
- Ambates scutellatus
- Ambates scutiger
- Ambates sexpunctatus
- Ambates simulans
- Ambates sinuatus
- Ambates solani
- Ambates sulphureus
- Ambates tergo-signatus
- Ambates tetrastigma
- Ambates thoracicus
- Ambates triangularis
- Ambates vanus
- Ambates vellatus
- Ambates vestitus
- Ambates vitticollis